# Peeter Helme
Peeter Helme, född 6 september 1978 i Tallinn, Estniska SSR, Sovjetunionen, är en estnisk författare, essäist, journalist och litteraturkritiker.
Han har studerat historia, konsthistoria och teologi vid universitet i Tartu, Göttingen och Berlin.

### Dramatik
- "Eestlaste endeemilistest haigustest: Karl Ernst von Baeri põhjal" (Skådespelare Baerist) Looming 12, 2009, lk 1608–1634
- "Kafkamäng" (uppsatt 8. 12. 2010 [3])

### Redigerade böcker
- (med Andres Langemetsa och Rein Helmega) Carl von Clausewitz "Sõjast". Tõlkinud Krista Räni, sari "Sõjandusvaramu klassika". Eesti Keele Sihtasutus, Tallinn 2004, 1114 lk.
- Grete Kutsar "Nukud ja õunad" Kirjastus Pegasus, Tallinn 2009, 295 lk.
- Margus Karu "Nullpunkt" Kirjastus Pegasus, Tallinn 2010, 365 lk.
- Igor Kotjuh (sammanställare) "Kius olla julge. Luuletajad luulest. 21 esseed" Kirjastus Kite, Tallinn 2011, 237 lk.